# Le Plantay
Le Plantay es una comuna francesa situada en el departamento de Ain, de la región de Auvernia-Ródano-Alpes.

## Demografía
| 323 | 300 | 281 | 339 | 344 | 417 | 512 | 527 | 564 |
| Para los censos de 1962 a 1999 la población legal corresponde a la población sin duplicidades (Fuente: INSEE [Consultar]) |     |     |     |     |     |     |     |     |

## Lugares y monumentos
- La iglesia Saint-Pierre (siglo XIII), monumento histórico.
- El castillo (siglo XIV), monumento histórico.
- L'abadía de Notre-Dame-des-Dombes, cisterciense.